# T字路 (曲)
「T字路」（ティじろ）は、小泉今日子&中井貴一が2014年6月4日にリリースした楽曲（シングル）。フジテレビ系ドラマ「続・最後から二番目の恋」劇中歌。

## 解説
2014年4月17日からフジテレビ系列で放送された「続・最後から二番目の恋」の主演である、小泉今日子と中井貴一が同ドラマの劇中歌としてデュエットした楽曲。ドラマのエンディングでは楽曲のミュージック・ビデオが使われている。
前作のドラマ「最後から二番目の恋」の撮影中に、中村メイコから中井の父である佐田啓二とのデュエットソングの音源を送られ、その楽曲がなかなか良く、そのドラマの打ち上げでふざけてデュエットの話をしたところ実現した。小泉は1988年の映画「快盗ルビイ」で真田広之との「たとえばフォーエバー」以来のデュエットソングで、中井のデュエットソングは初めて（レコーディングも27年ぶり）。小泉と真田が同曲で出演したフジテレビ系「夜のヒットスタジオ」を中井がテレビで観ており、何の根拠もなく「いつか小泉くんと歌う」と思っていたという。
楽曲を制作した横山剣は「古都鎌倉のしっとり感、海の夕ぐれ感、カッコ良くて、チャーミングで、ちょっぴりすっとこどっこいなムードを呼び込めたら、という思いにかられて作った」とコメントしている。
ジャケットはわたせせいぞうが担当。初回限定盤はアナログEP盤サイズ仕様で、ミュージック・ビデオを収録したDVDが同梱。通常盤・初回限定盤どちらにも封入されているIDを応募すると、「続・最後から二番目の恋」のファンミーティング、「T字路」の12インチアナログ盤（シリアルナンバー入り）のどちらかがいずれも100名に当選する。

## 収録曲
1. T字路
  - 作詞・作曲：横山剣 / 編曲：鈴木正人
2. T字路（Sing with 小泉今日子）
3. T字路（Sing with 中井貴一）
4. T字路（カラオケ）
5. T字路（千明と和平セリフ入りバージョン）
  - 初回限定盤のみ収録。

## クレジット
- 八橋義幸：Guitars
- 鈴木正人：Bass, All Other Instruments
- 坂田学：Drums
- ハタヤテツヤ：Piano
- 類家心平：Trumpet
- 青木タイセイ：Trombone
- 田中邦和：Saxophone

- Recorded & Mixed by 薮原正史
- Assisted by 永井良和, 辻中聡佑
- Mastered by 川崎洋

## カバー
- クレイジーケンバンド - アルバム「香港的士 -Hong Kong Taxi-」（2016年8月3日発売）に収録。野宮真貴がゲストボーカルで参加[3]。